# Sphecosoma linda
Sphecosoma linda är en fjärilsart som beskrevs av D.Jones 1914. Sphecosoma linda ingår i släktet Sphecosoma och familjen björnspinnare. Inga underarter finns listade i Catalogue of Life.